# Высокая Грива (Ленинградская область)
Высокая Грива — деревня в Толмачёвском городском поселении Лужского района Ленинградской области.

## История
По данным «Памятной книжки Санкт-Петербургской губернии» за 1905 год 381 десятина земли в имении Высокая Грива принадлежали вдове коллежского советника Ольге Павловне Метте.
Имение административно относилось к Красногорской волости 2-го земского участка 1-го стана Лужского уезда Санкт-Петербургской губернии.
По данным 1966 и 1973 годов деревня Высокая Грива входила в состав Красногорского сельсовета.
По данным 1990 года деревня Высокая Грива входила в состав Толмачёвского сельсовета.
В 1997 году в деревне Высокая Грива Толмачёвской волости проживали 16 человек, в 2002 году — 11 человек (все русские).
В 2007 году в деревне Высокая Грива Толмачёвского ГП также проживали 11 человек.

## География
Деревня расположена в северной части района на автодороге 41А-186 (Толмачёво — автодорога «Нарва»).
Расстояние до административного центра поселения — 41 км.
Расстояние до ближайшей железнодорожной станции Толмачёво — 32 км. 
Деревня находится близ правого берега реки Саба, к востоку от деревни протекает ручей Граничный.

## Демография
| 1997 | 2007 | 2010 | 2017 |
| ---- | ---- | ---- | ---- |
| 16   | ↘11  | ↘5   | ↗8   |